# فرضية الدخل الدائم

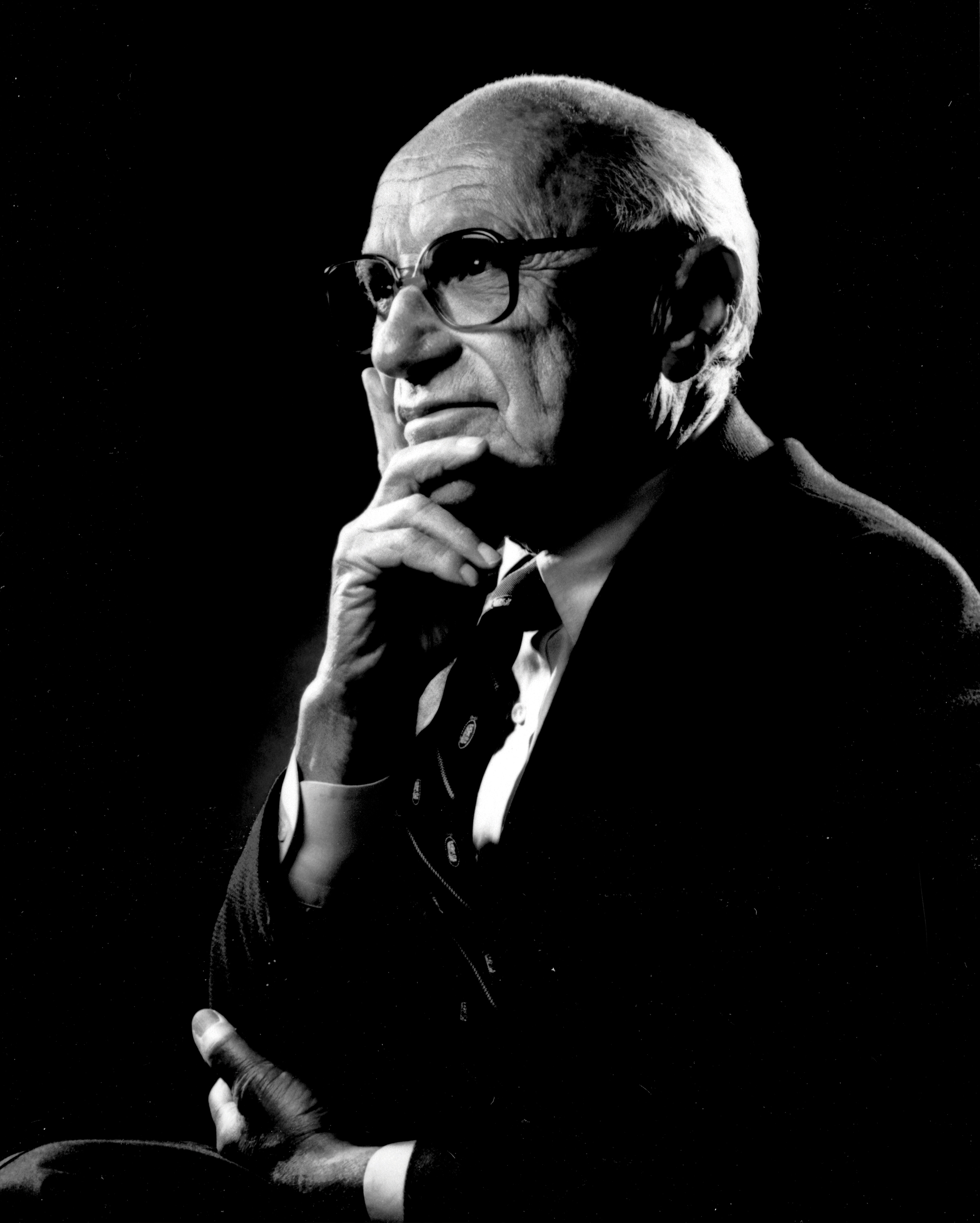
ميلتون فريدمان

فرضية الدخل الدائم هي نظرية اقتصادية تحاول وصف الكيفية التي يوزع بها العملاءُ الاستهلاك طيلة فترة حياتهم. أوجدها ميلتون فريدمان، وهي تفترض أن استهلاك الشخص في وقت ما لا يحدده دخله الحالي فحسب، بل أيضًا دخله المتوقع في السنوات المقبلة؛ «دخله الدائم». تشير الفرضية في أبسط صورها إلى أن التغيرات في الدخل الدائم، لا في الدخل المؤقت، هي ما يحرك التغيرات في أنماط الاستهلاك لدى المستهلك. إن توقعاتها الخاصة بصقل الاستهلاك، حيث يوزع الناس التغيرات المؤقتة في الدخل بمرور الوقت، تخرج عن التركيز الكينزي التقليدي على الميل الحدي للاستهلاك. كان لهذا التأثير أثر عميق على دراسة سلوك المستهلك، ويقدم تفسيرًا لبعض إخفاقات أساليب إدارة الطلب الكينزية.
يتألف الدخل من عنصر دائم (متوقع ومُخطط له) وآخر عابر مؤقت (كسب غير متوقع). في نموذج فرضية الدخل الدائم، فإن العامل المحدد الرئيسي للاستهلاك هو دخل الفرد مدى الحياة، لا دخله الحالي. يُعرَّف الدخل الدائم بأنه متوسط الدخل طويل الأجل المتوقع.
إذا افتُرض أن المستهلكين يواجهون تناقصًا في المنفعة الحدية، فسوف يرغبون في صقل الاستهلاك بمرور الوقت، على سبيل المثال، عند أخذ الديون كطالب وتأمين المدخرات للتقاعد. مع اقترانه بفكرة متوسط الدخل مدى الحياة، فإن عنصر صقل الاستهلاك في فرضية الدخل الدائم يتوقع أن تخلف التغيرات المؤقتة في الدخل تأثيرًا ضئيلًا على الاستهلاك. سيكون للتغييرات طويلة الأمد في الدخل فقط تأثير كبير على الإنفاق.
إن الدخل الدائم للمستهلك تحدده أصوله وموجوداته: المادية (الممتلكات)، والمالية (الأسهم، السندات)، والإنسانية (التعليم والخبرة)، وهذه جميعها تؤثر في قدرة المستهلك في كسب الدخل. يستطيع المستهلك عندئذٍ تقييم الدخل المتوقع مدى الحياة. لا يدخر العامل إلا إذا توقع أن يكون متوسط دخله في الأمد الطويل، أي دخله الدائم، أقل من دخله الحالي.

## الأصول
طوّر الاقتصادي الأمريكي ميلتون فريدمان فرضية الدخل الدائم في كتابه الصادر عام 1957 بعنوان نظرية العمل الاستهلاكي. مع عجز نظرية الاستهلاك الكينزية القديمة عن تفسير ثبات معدل الادخار في مواجهة ارتفاع الدخول الحقيقية في الولايات المتحدة، برز عدد من النظريات الجديدة لسلوك المستهلك. في كتابه، يطرح فريدمان نظرية تشتمل على العديد من الفرضيات المتنافسة في ذلك الوقت باعتبارها حالات خاصة، ويقدم دليلًا إحصائيًا يدعم نظريته.

## الاعتبارات النظرية
في نظريته، دعم جون مينارد كينز صناع السياسات الاقتصادية بالحجة التي شدد فيها على قدرتهم على الضبط والموالفة الدقيقة للاقتصاد الكلي. كانت المشكلة الوحيدة أن مجموعة أوقات الاستهلاك الفعلية كانت أقل تقلبًا من التوقعات المستمدة من نظرية كينز. بالنسبة لكينز، فإن نفقات الاستهلاك ترتبط بالدخل القابل للتصرف به وفقًا لعاملٍ يُسمى الميل الحدي للاستهلاك. لكن بما أن الميل الحدي للاستهلاك ذاته يعتبرُ من اقترانات الدخل، فمن الصحيح أيضًا أن الزيادات الإضافية في الدخل القابل للتصرف به تؤدي إلى تناقص الزيادات في نفقات الاستهلاك: بعبارة أخرى، سنجد أن الميل الحدي للاستهلاك يتناسب عكسيًا مع الدخل الحقيقي. لا بد من التأكيد أن هذه العلاقة التي تتسم بالاستقرار المتين تربط نفقات الاستهلاك الحالية بالدخل القابل للتصرف به، وعلى هذا الأساس، يتوفر هامشٌ كبيرٌ لتحفيز الطلب الكلي، نظرًا إلى أن التغير في الدخل يؤدي بشكل فوري إلى تحولٍ مضاعفٍ في إجمالي الطلب (هذا هو جوهر الحالة الكينزية للتأثير المضاعف). ينطبق نفس الشيء على سياسات خفض الضرائب. وفقًا للنظرية الأساسية التي أرساها كينز، فإن الحكومات قادرة دائمًا على ضبط التقلبات الدورية لنظم الاقتصاد الكلي وموالفتها من خلال إدارة الطلب.
تشكك فرضية الدخل الدائم في هذه القدرة التي تتمتع بها الحكومات. لكن من الصحيح أيضًا أن نظرية الدخل الدائم تتركز في الأساس على الديناميكيات والعلاقات طويلة الأجل، في حين يركز كينز في المقام الأول على الاعتبارات قصيرة الأجل. أثار ظهور فرضية الدخل الدائم مناقشات جادة، وحاول المؤلفون إما تأكيد صحة نظرية فريدمان أو دحضها. عند دحضها، كانت الحجج موجهةً في الأساس نحو التشديد على أن العلاقة بين الاستهلاك والدخل القابل للتصرف به ما تزال تتبع الآلية التي افترضها كينز. وفقًا لبعض التلميحات المكتوبة في المطبوعات، تتمتع فرضية الدخل الدائم بميزة مفادها أنها قادرةٌ على مساعدتنا في حل التناقض (المزعوم) بين التقلبات الكبيرة التي قد تنشأ أحيانًا في الدخل القابل للتصرف به وبين الاستقرار المعتبر في نفقات الاستهلاك. بدأ فريدمان بصياغة نظريته بافتراض اليقين الكامل. لذلك، تعرِف وحدة المستهلك بدقة كل مبلغ محدد ستحصل عليه في كل فترة من الفترات المحددة، وتعرِف مقدمًا أسعار المستهلك بالإضافة إلى الودائع وأسعار الفائدة السائدة في كل فترة. في ظل ظروف كهذه، يرى فريدمان أن هناك دافعين فقط لوحدة المستهلك للإنفاق على الاستهلاك أكثر من دخلها أو أقل: الأول يتلخص في صقل نفقات الاستهلاك من خلال التوقيت المناسب للاقتراض والإقراض؛ والثاني هو إما تحقيق مكاسب من الفائدة على الودائع إذا كان معدل الفائدة المرتبط إيجابيًا، أو الاستفادة من الاقتراض إذا كان معدل الفائدة سلبيًا. إن السلوك الملموس لوحدة المستهلك تحت التأثير المشترك لهذه العوامل يعتمد على الأذواق والتفضيلات.
وفقًا لفرضية الدخل الدائم، فإن توزيع الاستهلاك عبر فترات متتالية هو نتيجة لطريقة تحقيق الأمثلية التي يحاول كل مستهلك من خلالها زيادة فائدته. في الوقت نفسه، أيًا كانت نسبة الدخل التي يكرسها الفرد للاستهلاك في كل فترة، فإن كل هذه النفقات الاستهلاكية تخصص في سياق عملية تحقيق الأمثلية؛ أي أن وحدات المستهلك تحاول الوصول إلى المستوى الأمثل لا عبر فترات فقط، بل خلال كل فترة.
لدينا إطار مختلف تمامًا إذا كانت التوقعات رشيدةً. في ظل هذه الظروف، لا تُستخدم في تشكيل التوقعات بشأن الدخل الدائم معلومات من الماضي فقط، بل أيضًا جميع المعلومات عن المستقبل المتاح في الوقت الراهن. لإعادة النظر في مستوى النفقات الاستهلاكية، لا يكفي تحقيق التغيرات في الدخل الجاري، لأنه إذا أمكن التنبؤ بهذا التحول، فإن العملاء ذوي التوقعات الرشيدة سيبنون هذا التطور في توقعاتهم مقدمًا. يتبع الاستهلاك مسارًا عشوائيًا استنادًا إلى نظرية التوقعات الرشيدة (آر إي إتش).

## الآثار المترتبة على السياسات
تساعد فرضية الدخل الدائم في تفسير فشل تقنيات إدارة الطلب الكينزية المؤقتة في تحقيق أهدافها السياسية. في اطار كينزيٍّ بسيط، يُفترَض أن الميل الحدي للاستهلاك ثابتٌ، وهكذا قد يكون للتخفيضات الضريبية المؤقتة تأثير كبير على الطلب. يشير إطار فرضية الدخل الدائم إلى أن المستهلك سوف يوزع المكاسب الناجمة عن خفض الضرائب مؤقتًا على أجل طويل، ومن ثم فإن تأثير التحفيز سوف يكون أصغر بكثير. هناك أدلة تدعم هذا الرأي، مثل شابيرو وسليمرود (2003).